# リジー・ボーデン
リジー・アンドルー・ボーデン（英: Lizzie Andrew Borden、1860年7月19日 - 1927年6月1日）は、アメリカ合衆国の女性。
マサチューセッツ州フォールリバーで1892年8月4日に発生した、実父と継母が斧によって殺害された事件の被疑者となったことで知られる。事件とその後の裁判や過熱報道はアメリカの大衆文化や犯罪学に大きな影響を与えた。ボーデンは裁判で無罪となり、真犯人は見つかっておらず、彼女は有名なアメリカの民間伝承となっている。

## 殺人事件

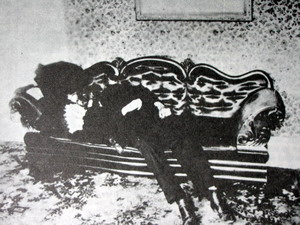
アンドリュー・ボーデンの死体

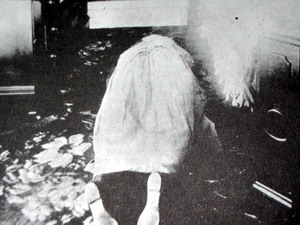
アビー・ボーデンの死体

1892年8月4日の朝、父アンドリュー・ジャクソン・ボーデンと継母アビー・ボーデンは自宅で殺害された。当時他にその家にいたのは、リジーとメイドのブリジット・サリバンだけだった。アンドリューの最初の妻の兄弟ジョン・V・モースも当時その家を訪れていたが、殺害時刻には家を離れていた。リジーの姉エマも家を離れていた。
その日、アンドリューはいつものように銀行と郵便局に出かけ、10:45ごろ家に戻った。その約30分後、リジーが死体を発見した。サリバンの証言によれば、午前11:00直後にリジーが階下の居間の長いす上に横たわる父の死体を発見して声を上げたとき、彼女は3階の自室で横になっていたという。アンドリューの顔は眠っているように右手側に向けられていた。
その直後、リジーが隣家の住人とかかりつけの医者に世話されている間に、サリバンが上階のゲスト用ベッドルームでアビーの死体を発見した。夫妻はどちらも斧で殴られて死亡しており、アンドリューの場合は頭蓋骨が砕かれているだけでなく、左の眼球がきれいに真っ二つになっていた。

## 動機と手口

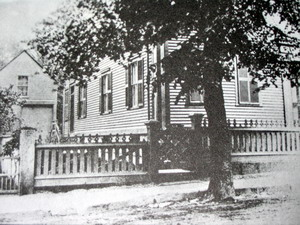
殺人現場となったボーデン家

アンドリューの最初の妻が亡くなった後、ボーデン家では争いが絶えなくなった。上階は2つに分割され、前半分が姉妹の領域、後ろ半分が夫妻の領域となっていた。食事を一緒にとらないことも多く、アンドリューの多額の財産の配分についても確執が存在した。自宅は継母が相続することが決められており、叔父であるジョン・モースがその週に訪れていたのは、姉妹が避暑用の別荘にしていた家を含む農場の相続に関係してのことだった。殺人の少し前に激しい議論が行われ、姉妹は長い休暇をとって家を離れることになったが、リジーは休暇を取りやめて早めに家に戻ったのである。
彼女は近所の薬屋から青酸を購入しようとして断られている。これについて彼女はアザラシの毛皮のコートを洗浄するためだったと主張している。
殺人の起きる少し前、家族全員の体調が悪くなった。アンドリューは町であまり好かれていなかったため、アビーは毒を盛られたのではないかと恐れた。しかし、かかりつけの医師は食中毒と診断した。

## 裁判
リジーの証言は一貫性がなく、彼女の行動には疑わしいところがあった。彼女は殺人罪で起訴され、前マサチューセッツ州知事ジョージ・D・ロビンソンが弁護に当たった。検察側には後にアメリカ合衆国司法長官と合衆国最高裁判所の陪席裁判官を勤めたウィリアム・ヘンリー・ムーディがいた。
警察の調べにより、斧が地下室で発見され凶器とされた。その斧はきれいだったが、柄の大部分が行方不明であったため、検察側は柄が血だらけになったので折ったのだと主張した。しかし、警察官は斧を発見したとき隣にその柄があったと証言した。後に検視の専門家は、殺人の後に斧をきれいにする時間はまったく無かったと証言している。
警察は返り血を浴びた布を全く発見できなかった。殺人の数日後、リジーは青いドレスを引き裂いて台所のストーブで焼いていた。これについて彼女は、ペンキ塗りたての場所にこすって汚れたので処分したのだと主張した。
状況証拠は数々あったが、陪審は1時間半の議論の末にリジーを無罪とした。凶器が見つかっていない点、返り血を浴びた布が見つかっていない点が重視された結果であった。陪審は全て男性であったため、地元の名士の娘が殺人を犯したと考えたくないという心理が働いたこと、彼女の検視証言全体が裁判から排除された点が無罪となった原因とする見方もある。青酸を購入しようとしたという証言も排除された。また、裁判の直前にその地域で別の斧による殺人が発生したことがリジーに有利に働いた。

## 推理
リジー以外の容疑者に動機があることを示そうとする推理がいくつか提案されてきた。町の人々がボーデン夫妻への恨みを晴らしたとする推理もあった。また、食中毒に苦しんだ翌日に、骨の折れる窓拭きの仕事を言いつけられたメイドのブリジットが犯人だとする推理もあった。さらには、リジーは月経中にてんかんのような症状を呈したため、夢うつつの状態で殺人を犯したのだという説まであった。
全く証拠はないが、アンドリューには隠し子がいて、その息子が殺人を犯したという俗説まであった。

### ナンス・オニール
エド・マクベインは著書 Lizzie の中で、1904年にリジーがボストンで女優ナンス・オニールと出会い、恋に落ちたとする説を披露した。20世紀初頭は、女優の地位は極めて低かった。オニールは浪費家で常に金銭トラブルに見舞われており、一方ボーデンは裕福だった。ボーデンの悪名にもかかわらず、2人はうまくやっていた。
2人が親密であったことを示す証拠はないが、その親交が原因でリジーは姉のエマと決別することになったとされている。オニールは後に Lizzie Borden: A Musical Tragedy in Two Axe と題されたミュージカルに出演した。フェミニストのCarolyn Gage はオニールを明らかなレズビアンであるとし、文書化された証拠はないものの、彼女の周囲ではよく知られていたと主張した。

## 社会への影響
裁判の報道はアメリカ全土で過熱した。これは全く新しい現象であった。これは例えば、後のO・J・シンプソン事件の裁判にも匹敵する裁判史上の重要な出来事だった。
事件は有名な「なわとび唄」として記憶され、マザーグースの1つに分類されている。
Lizzie Borden took an axe（リジー・ボーデンは斧を取り）
And gave her mother forty whacks.（母さんを40回打った）
And when she saw what she had done （自分がした結果に気づき）
She gave her father forty-one.（今度は父さんを41回打った）
この唄は新聞を売るためにライターがでっち上げたもので、実際には継母は18回か19回殴られ、父親は11回殴られている。

## その後
裁判では無罪となったが、リジーは周囲から村八分となり、追い出されるように郊外の邸宅を購入し、そこに独りで住んだ。父親の莫大な遺産を分与されたため、裕福な生活は維持できたたものの、1897年にリジーは万引きでつかまり、再び大衆の前に名前が登場することになった。リジーは1927年に66歳で死去した。事件のことについて終生語ることはなかった。
殺人事件のあったボーデン家は、現在ではB&Bに改装され、フォールリバーの名所となっている。無罪後にリジーが住んだ邸宅は現在個人所有であり、旅行者に時折公開されている。

## リジー・ボーデンを題材とした作品

### バレエ
- モートン・グールドはリジー・ボーデンを題材としたバレエ『フォールリヴァー伝説』（Fall River Legend）を書き、1948年4月22日、ニューヨークのメトロポリタン歌劇場で初演を行った。演者の中にはアリシア・アロンソの名もある。後に演奏時間を短縮したバージョンが作られ、そちらがよく演じられた。振り付けは アグネス・デ＝ミル。
- Nashville Ballet は2006年10月、Fall River Legend をベースとして Paul Vasterling の振り付けで Lizzie を公開。殺人の背景に性的虐待があったという設定になっていた。

### マンガ
- Rick Geary、The Borden Tragedy: A Memoir of the Infamous Double Murder at Fall River, Massachusetts, 1892 NY: NBN Pub., 1997年
- 定期刊行されているニューズレター: The Lizzie Borden Quarterly には、Princess Maplecroft というマンガが連載されている。

### 映画
- 以下の映画でリジー・ボーデンがキャラクターとして登場している（名前は演じている役者）。
  - 『リジー・ボーデン 奥様は殺人鬼』（女死刑囚の秘密）（1975年）、エリザベス・モンゴメリー
  - Saturday the 14th Strikes Back（1988年）、Lauren Peterson
  - 『モンキーボーン』（2001年）、Shawnee Free Jones
  - Joe Killionaire（2004年）、Alice Alyse
- ロブ・ゾンビの『マーダー・ライド・ショー』（2003年）にはボーデンの人形が登場する。
- 『ナショナル・ランプーン/パニック同窓会』（1982年）では、リジー・ボーデン・ハイスクールという架空の学校が舞台となっている。
- 2018年に彼女の伝記映画『モンスターズ 悪魔の復讐』（原題：Lizzie）が公開された。クレイグ・マクニールが監督、ブライス・カスが脚本を務める。また、リジー役にはクロエ・セヴィニー、メイドのブリジットにはクリステン・ステュワート、父と継母はジェイミー・シェリダンとフィオナ・ショウ、姉エマをキム・ディケンズがそれぞれ演じる。

### 音楽
- リジー・ボーデンを題材としたオペラとして、ジャック・ビーソン作の『リジー・ボーデン (Lizzie Borden)』（1965年）と、Thomas Albert 作の Lizbeth がある。
- ヘヴィメタルバンドのフロットサム・アンド・ジェットサムの曲 "She Took An Axe" は、リジー・ボーデンを悪魔に魅入られた女として描いている。
- アリス・クーパーの1978年のアルバム From the Inside に収録されている曲 "Inmates (We're all Crazy)" では、上述のなわとび唄の詩が使われている。
- Lizzie Borden and Axes という女性だけのバンドが1980年代に存在した。
- The Liz Borden Band というバンドのボーカルの芸名は Elizabeth Borden である。
- アメリカのヘヴィメタルバンド Lizzy Borden の名前も彼女にちなんでいる。

### 小説
- ケリー・アームストロングの Woman of the Otherworld シリーズの5作目 Haunted（2005年）には、リジー・ボーデンの亡霊が登場する。
- アンジェラ・カーターは短編小説 The Fall River Axe Murders を書いている。
- アヴラム・デイヴィッドスンの短編小説 The Deed of the Deft-Footed Dragon では、事件の意外な真犯人を描いている。
- エド・マクベイン Lizzie
- アガサ・クリスティの『葬儀を終えて』にはリジー・ボーデンの詩が引用されている。『そして誰もいなくなった』ではリジー・ボーデン事件と思われる無名の事件への言及がある。
- ジョン・ソールの In the Dark Of the Night（2006年）では、リジーが男を使って27人を殺し、13人を負傷させる。
- マクシム・オキャラハンの短編「ちっぽけな犯罪」では、小売店主と義理の息子がしょっちゅうやってきては万引きしていく娘について、次に来たときに捕まえるかどうかを話し合う。というのも、娘の父親は地元の名士だからである。結局、捕まえることはしなかった。そこで、娘の名前がミス・ボーデンであることが明かされ、最後に万引きしたのが斧であることが明かされる。
- メアリ・H・クラークの No Place Like Home で、10歳の娘リザ・バートンが母親を乱暴な継父から守ろうとして銃で撃ってしまう。事故とされたが、メディアはリザとリジーを引き比べる。

### テレビ
- 『ヒッチコック劇場』の1エピソード The Older Sister はボーデン事件を扱っている。
- The Legend of Lizzie Borden（1975年） - テレビ映画。リジー役はエリザベス・モンゴメリー。この作品では、裸になって殺人を実行した（そのために返り血を浴びた服がない）ことになっている。
- Lizzie Borden Had an Axe（2004年） - ディスカバリーチャンネルによるドキュメンタリー番組。
- 『アリー my Love』および『ザ・プラクティス』 - クロスオーバーエピソードにおいて、殺人事件の被告人が前世でリジーであったとする弁護がなされる。また作中で、主役のアリーが上記「なわとび唄」の替え唄を歌う場面がある。
- 『ブラマヨ衝撃ファイル 世界のコワ～イ女たち バレンタインの今夜もコワ～イ女エピソード満載の2時間スペシャル!!』（2012年2月14日放送、TBS系列） - お笑い芸人のなだぎ武がリジー・ボーデンハウスを取材し宿泊した。その夜に心霊現象が多発したとなだきが番組内でコメントした。
- 『CSI:科学捜査班』（シーズン11、3話） - 副検視官デヴィッドが斬首された首の検視の前に縄跳び唄の替え歌を歌い、検視官アルに「リジーは両親を29回 ぶった切った」と指摘される場面がある。
- 『MONSTER モンスター（英語版）』(2014年、原題：Lizzie Borden Took an Ax、別題：伝説の殺人リジー・ボーデン事件） - テレビ映画。リジー役はクリスティーナ・リッチ。彼女は翌2015年のテレビミニシリーズ『リジー・ボーデン 美しき殺人鬼（英語版）』でもリジーを演じた。
- 『ダークサイドミステリー 全米が推理!お嬢様は殺人鬼? 〜未解決130年 リジー・ボーデン事件〜』（2024年4月9日、NHK BSプレミアム4K）

### 演劇
- 1933年ブロードウェイで上演された Nine Pine Street で、リリアン・ギッシュがリジー・ボーデンをモデルとした Effie Holden を演じた。
- Sharon Pollock の Blood Relations は、1980年カナダのエドモントンで初演された。この舞台では、事件から裁判までを描いている。
- Eric Stedman の The Testimony of Lizzie Borden は、ボーデンの自室や裁判を忠実に再現したドキュメンタリードラマ。1995年にフォールリバーで上演された。
- Brendan Byrnes の Lizzie Borden's Tempest は1998年にニューヨークで上演された。リジーをテンペストにおけるミランダになぞらえている。また、リジーが実際にテンペストのミランダを演じたというフォールリバーに残る記録がアイデアの元になっている。
- Christopher McGovern（脚本、作曲）、Amy Powers（作詞）による Lizzie Borden: The Musical はマサチューセッツで2004年に上演された[11]。
- Jill Dalton による Lizzie Borden Live は2007年10月に上演された[12]。
- ドラマアンソロジー "Sepia and Song" の中の一編 "A Memory of Lizzie" は、法廷での証言を元にリジーの少女時代を再現している[13]。